# Gorno Fališe
Gorno Fališe (makedonsky: Горно Фалише) je historická vesnice v Severní Makedonii. Leží v srdci oblasti Položská kotlina. Spadá do opštiny Brvenica v Položském regionu.

## Historie
Vesnice je zmiňována již v 15. století pod názvem Gorno Hvališta. V letech 1461/62 je popisována na trase do vesnice Pirok. V posledním desetiletí 19. století podle Vasila Kančova žilo v roce 1860 ve vesnici ještě 30 makedonských rodin, v roce 1890 byla již však kompletně opuštěna. Poslední obyvatelé se přestěhovali do sousední vesnice Radiovce a přinesli s sebou kříž z kostela (proto jsou ve vesnici Radiovce v kostele 2 kříže).
Území vesnice spadá do katastru města Stenče a jediným pozůstatkem je kostel sv. Atanasije, o který se obec stará.